# Elodes globulus
Elodes globulus es una especie de coleóptero de la familia Scirtidae.

## Distribución geográfica
Habita en Francia.